# 登費爾德山脈
76°55′S 144°45′W / 76.917°S 144.750°W
登費爾德山脈（英語：Denfeld Mountains）是南極洲的山脈，位於瑪麗伯德地，屬於福特山脈的一部分，該山脈在1928年由美國探險隊發現，以美國海軍上將命名。